# Aderklaaer Strasse (métro de Vienne)
Aderklaaer Strasse (en allemand : U-Bahn-Station Aderklaaer Straße) est une station de la ligne U1 du métro de Vienne. Elle est située en parallèle avec la Holzmanngasse, sur le territoire du XXIe arrondissement Floridsdorf, à Vienne en Autriche. 
Mise en service en 2006, la station est desservie par les rames de la ligne U1 du métro de Vienne.

## Situation sur le réseau

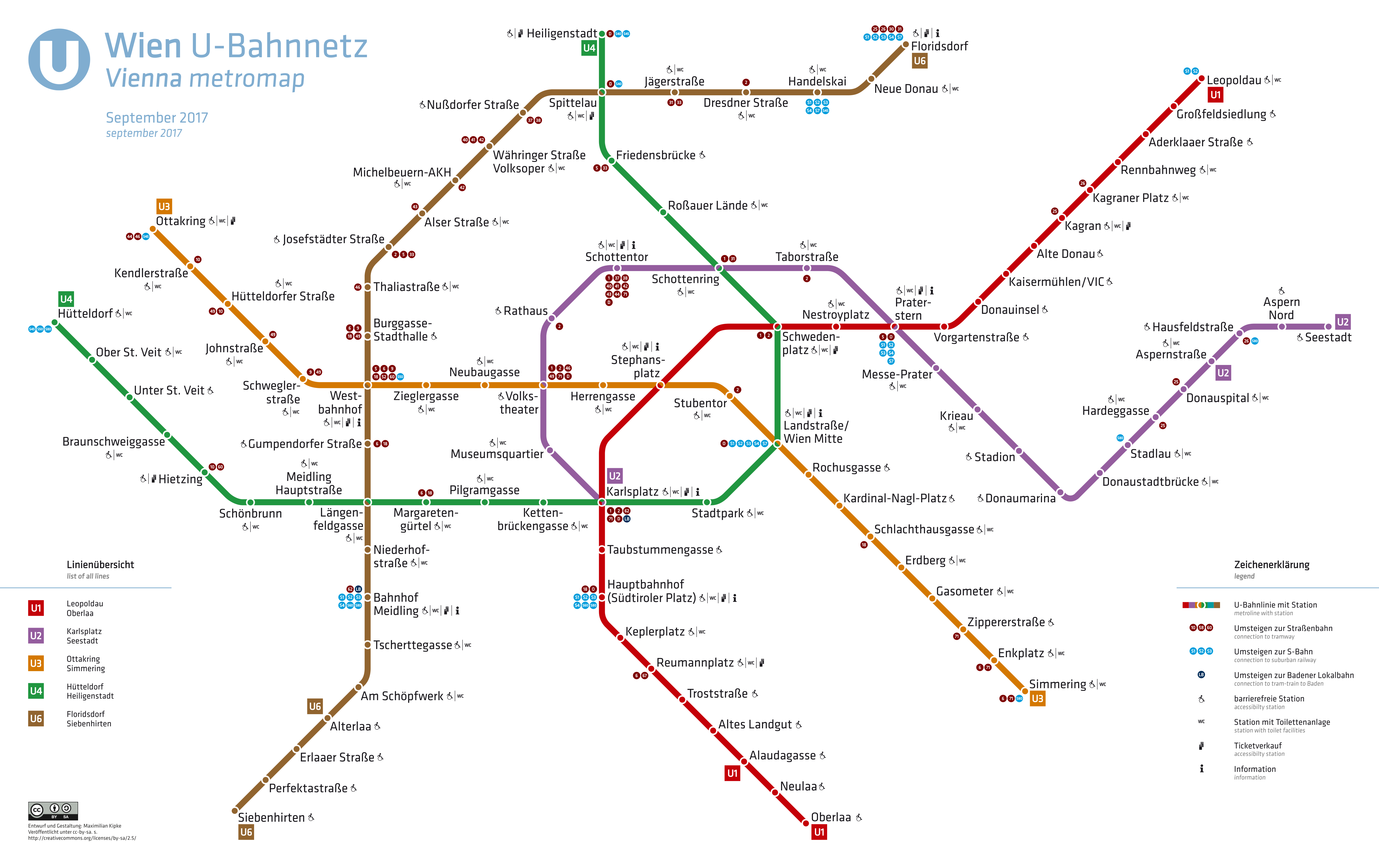
Plan du métro (2017).

Établie en aérien Aderklaaer Strasse est une station de passage de la ligne U1 du métro de Vienne, elle est située entre la station Rennbahnweg, en direction du terminus sud Oberlaa, et la station Grossfeldsiedlung, en direction du terminus nord Leopoldau. 
Elle dispose d'un quai central encadré par les deux voies de la ligne.

## Histoire
La station Aderklaaer Strasse est mise en service le 2 septembre 2006, lors de l'ouverture à l'exploitation du prolongement de Kagran à Leopoldau.

## Services aux voyageurs

### Accès et accueil
Les accès sont équipés d'escaliers et d'ascenseurs, permettant l'accessibilité aux personnes à la mobilité réduite.

Installations
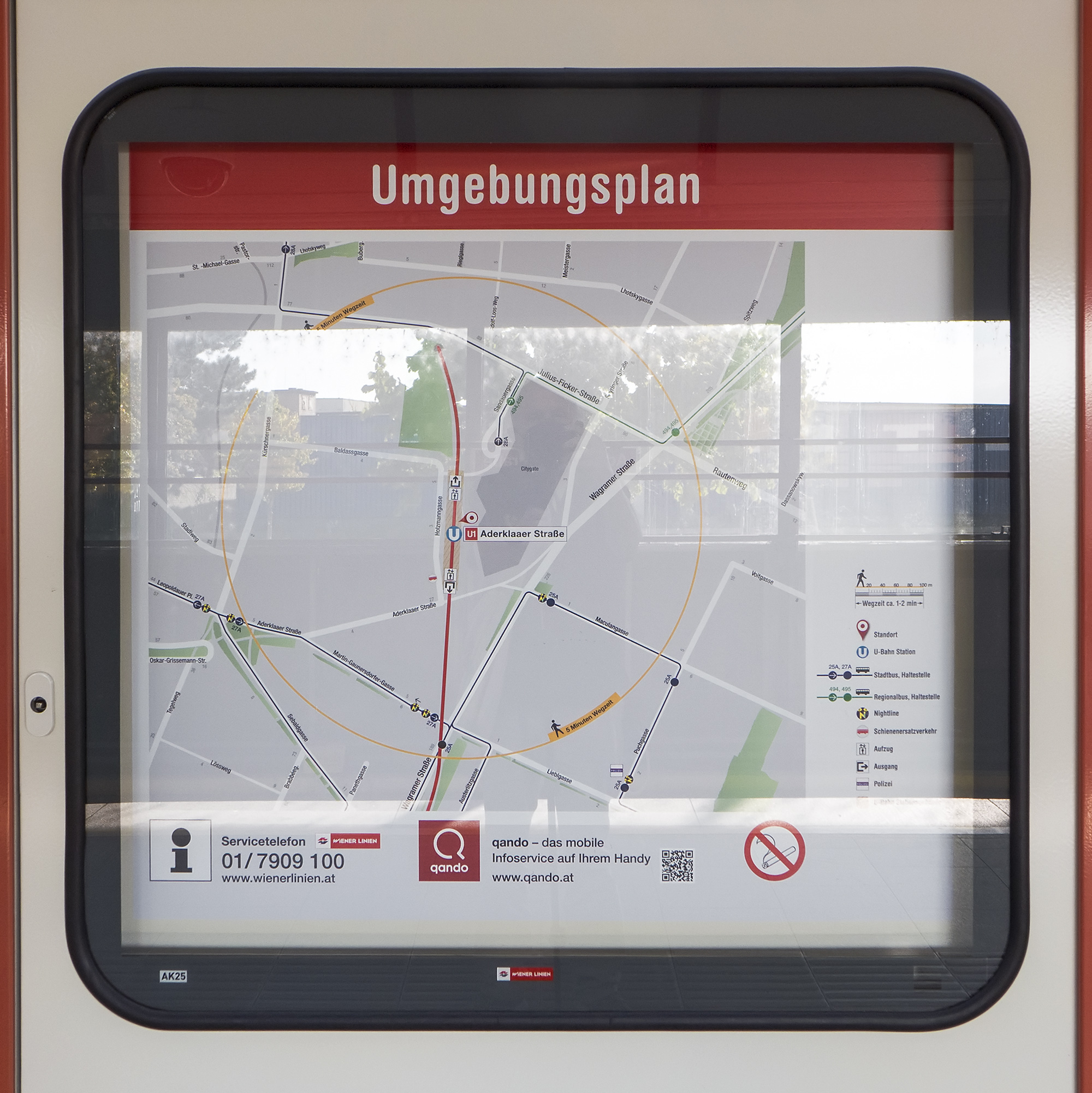
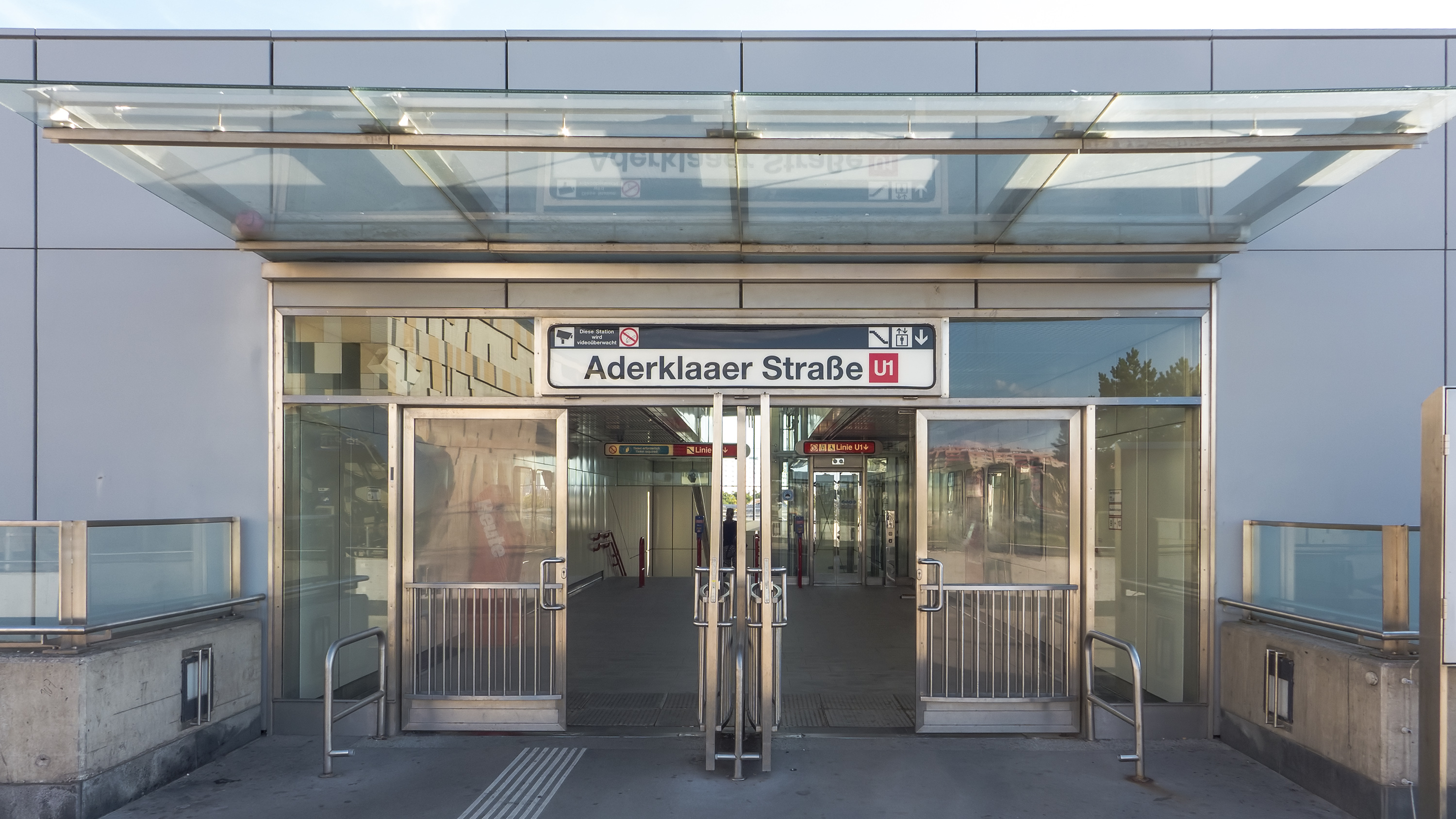
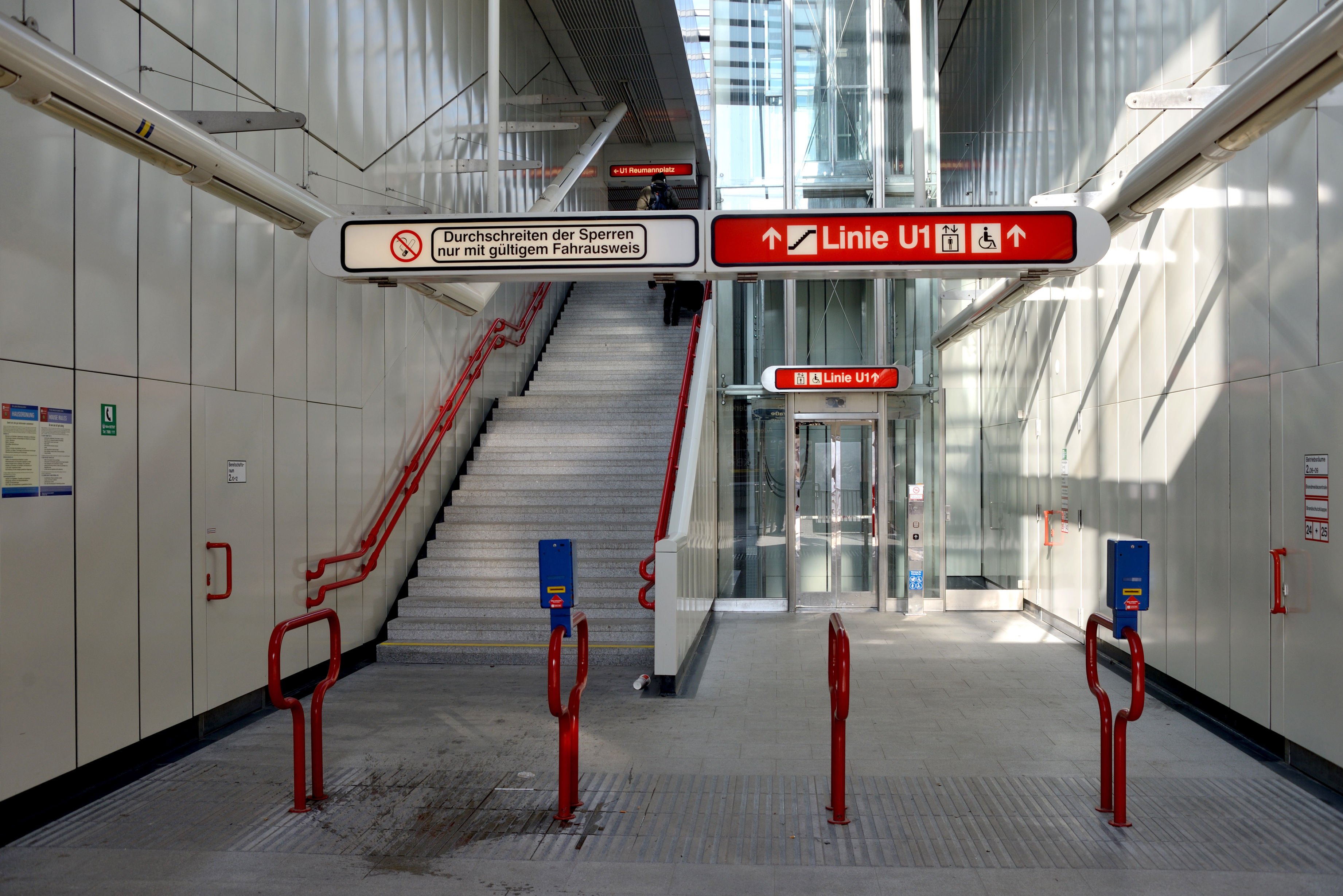

### Desserte
Aderklaaer Strasse est desservie par les rames de la ligne U1 du métro de Vienne.

Installations et desserte
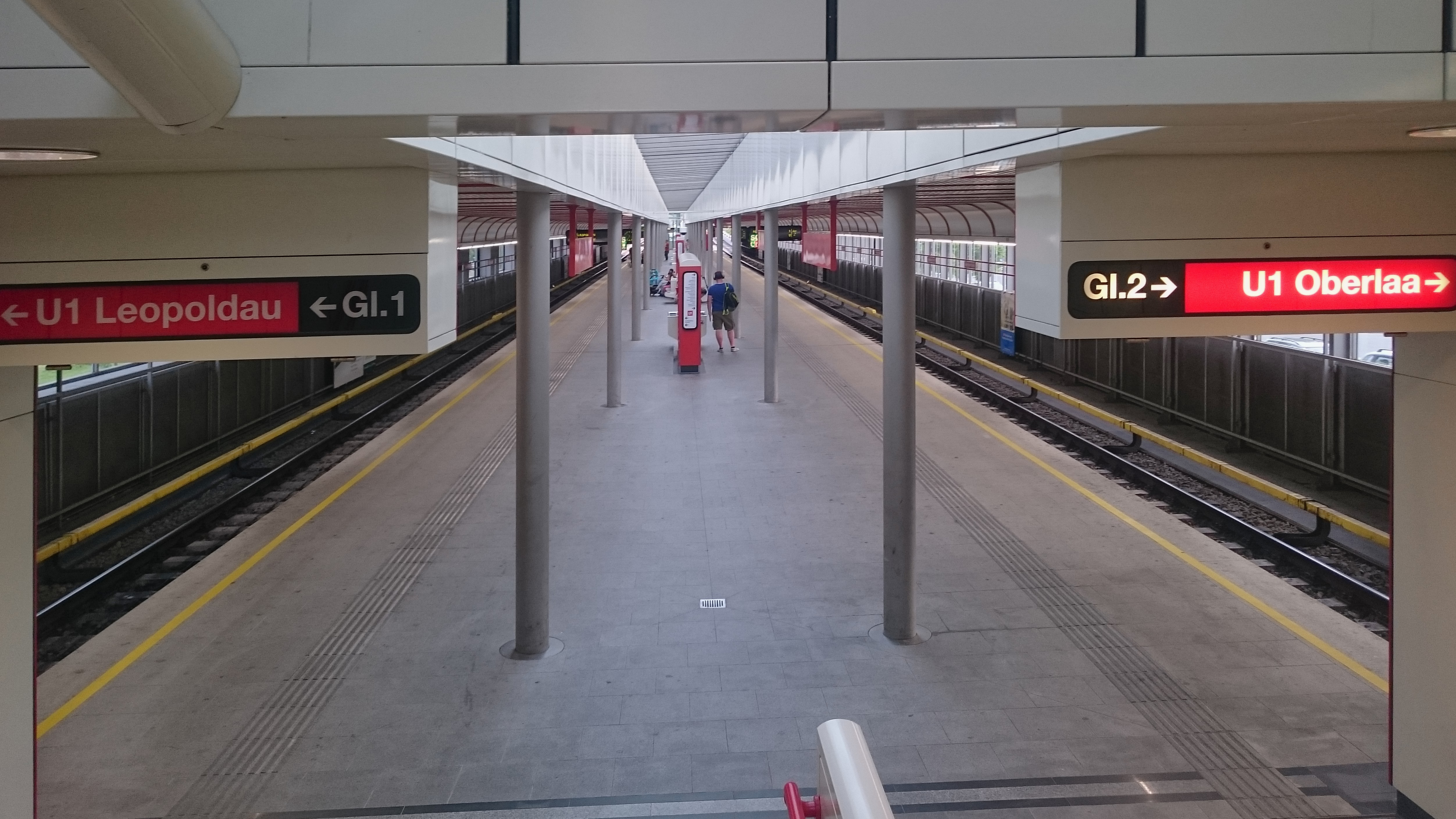
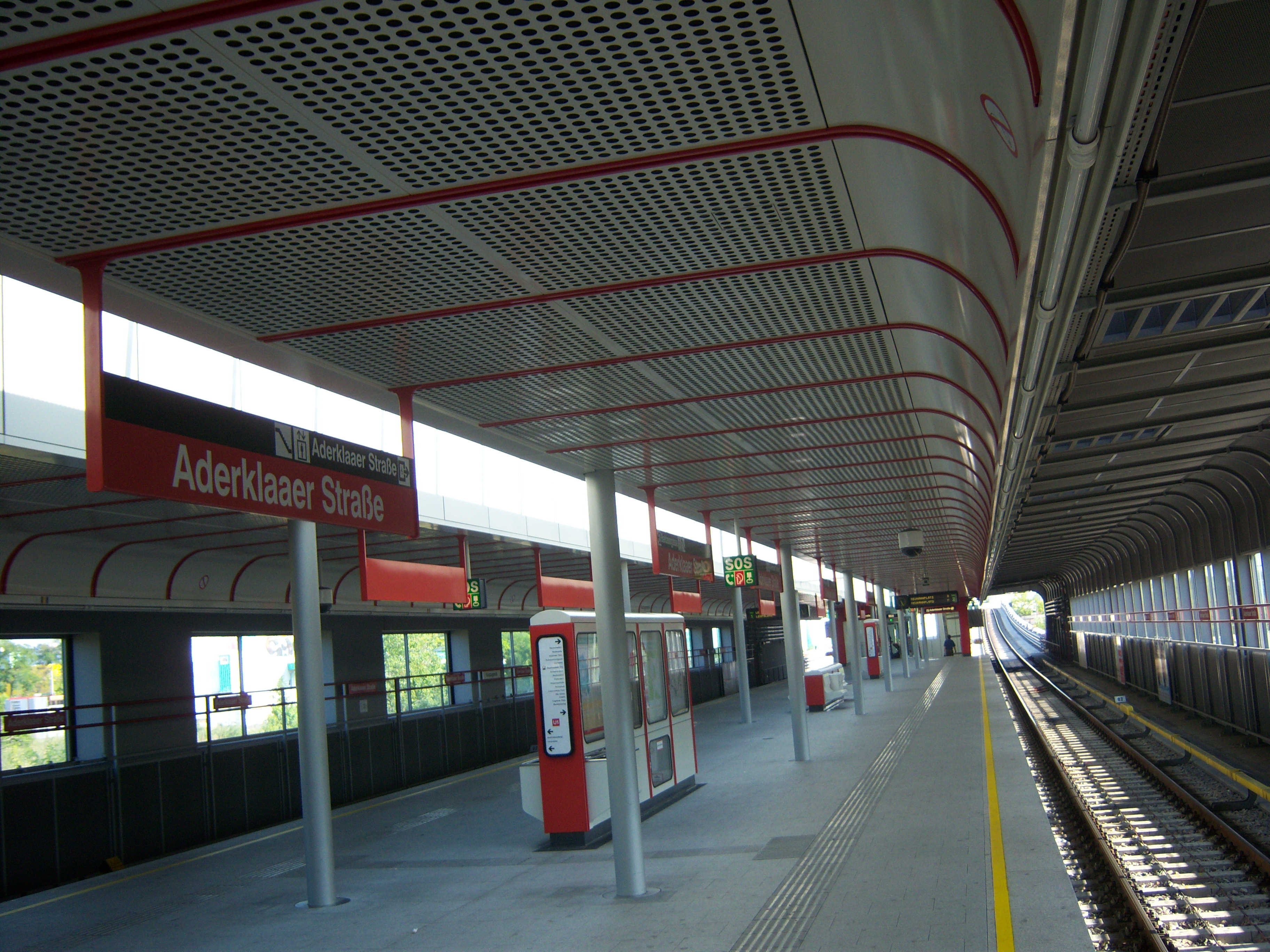
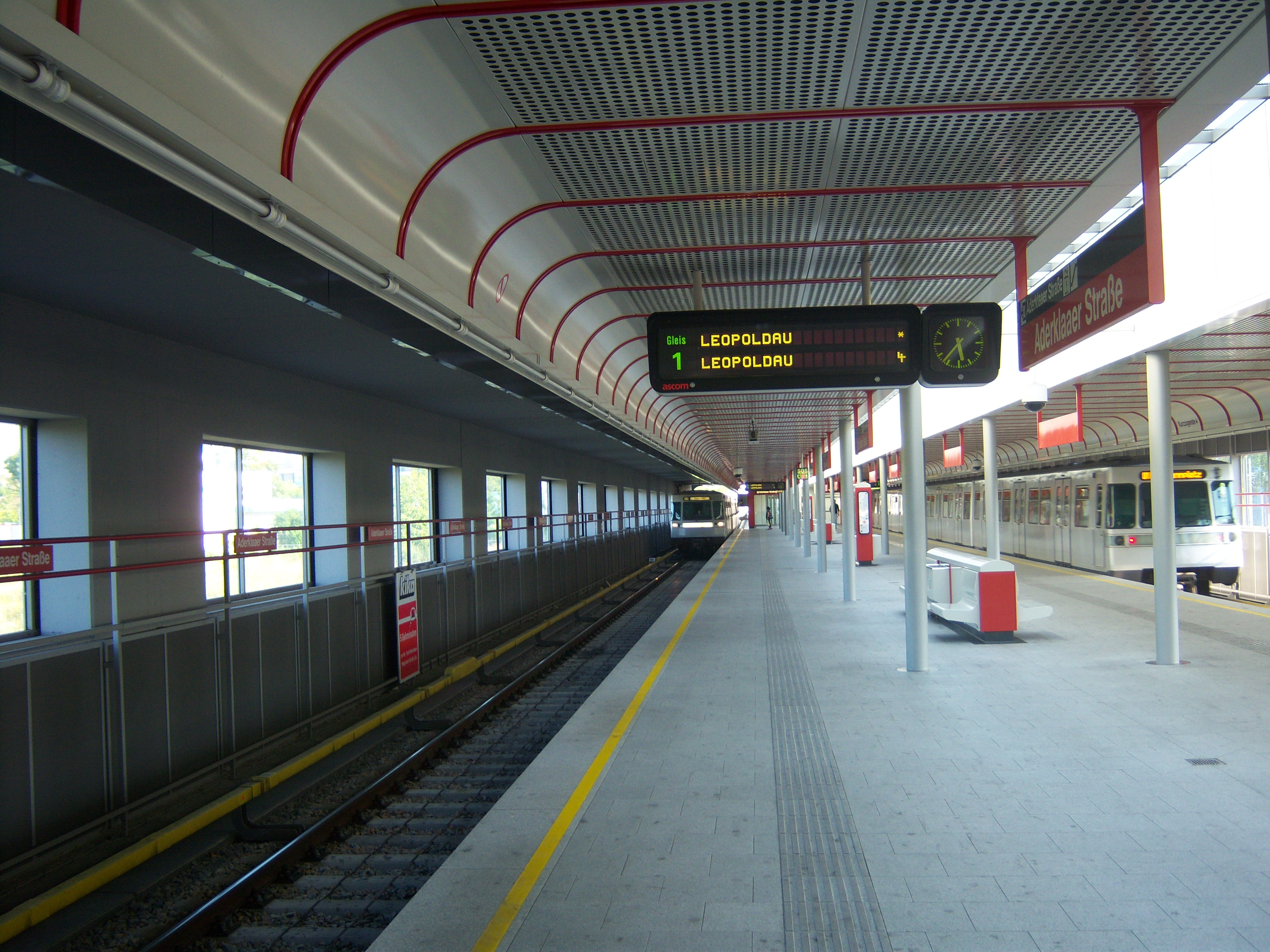

### Intermodalité
Des arrêts de bus sont desservis par les lignes 28A, 494 et 495. Un parking relais est situé à proximité.